# Barwinkowa
Barwinkowa lub Barwinkowa Góra (725 m), 721 m – szczyt w grani głównej Pienin Spiskich, na wschód od przełęczy Przesła. W jego stoki wcinają się dolinki kilku potoków: Falsztyński, Złoty Potok, Złotny Potok i Dopustny Potok. Od północnej strony, w odległości około 250 m znajduje się nieco niższy szczyt Ślepcza, oddzielony od Barwinkowej Góry szerokim i dość głębokim jarem (na niektórych mapach szczyt ten ma nazwę Ślipce).
Barwinkowa Góra jest porośnięta lasem. Las porastający północne stoki i wschodni grzbiet nosi nazwę Wisielaki. Sam jednak wierzchołek i część południowych stoków pod nim są odkryte i rozciągają się stąd widoki na Tatry i Zamagurze. Nazwa góry pochodzi zapewne od rośliny – barwinka pospolitego, który występuje tutaj dość licznie. Roślina ta, bardzo rzadka w pozostałych częściach Pienin, w grani Pienin Spiskich występuje dość licznie.
Szlak turystyczny nie prowadzi przez szczyt, lecz północnymi stokami Barwinkowej. Po jej wschodniej stronie, na szlaku, znajduje się płytka przełęcz (691 m), w której krzyżuje się kilka dróg leśnych.
Przez grzbiet Barwinkowej biegnie granica trzech miejscowości: Falsztyn (stoki północne), Niedzica (stok południowo-wschodni) i Łapsze Niżne (stok południowo-zachodni), wszystkie w województwie małopolskim, w powiecie nowotarskim, w gminie Łapsze Niżne.

## Szlaki turystyki pieszej, rowerowej i konnej
Zamek w Niedzicy – Tabor – Cisówka – Przesła. Czas przejścia 1:30 h, w drugą stronę tyle samo. Jest to część szlaku Dursztyn–Niedzica.